# Oud Stadhuis (Košice)
Het Oud Stadhuis in Košice is een monumentaal gebouw, gelegen aan de Hlavná-straat 59 (Slowaaks: Hlavná ulica), in de buurt van het staatstheater.

## Geschiedenis
Op de plaats waar thans het gewezen stadhuis staat, stonden aan het einde van de 13e eeuw twee stijlvolle burgerhuizen. Een ervan was in de 15e eeuw eigendom van een prominente inwoner van Košice, met name aartsbisschop Juraj Satmáry, primaat van Hongarije.
Later werden de twee huizen met elkaar verbonden en vanaf het begin van de 17e eeuw was het ensemble ingericht als stadhuis. Naderhand, vanaf 1779 tot 1780, werd het actuele paleis in barok- en classicistische stijl opgetrokken. Dit project was het oeuvre van bouwmeester Ján Langer. 
De gevel van het gebouw is rijkelijk verfraaid met een balustrade ter hoogte van het dak, waarop beelden staan die het werk zijn van beeldhouwer Anton Kraus. In het timpaan is het wapen van de stad gebeiteld. Het interieur van het gebouw is versierd met verscheidene schilderwerken van Erasmus Schrött, die ook het interieur van de Heilige Drievuldigheidskerk schilderde.
Van einde 1805 tot begin 1806 bracht de Russische hertog Mikhail Kutuzov enkele dagen door in dit paleis, toen hij terugkeerde van een van de napoleontische veldslagen. Deze gebeurtenis wordt in herinnering gebracht bij middel van een gedenkplaat nabij de toegangspoort.
Gedurende het drukke jaar 1919 werd het stadhuis het centrum van militaire parades. Tijdens het korte bestaan van de Slowaakse Radenrepubliek (16 juni 1919 - 7 juli 1919) was het gebouw de zetel van het hoogste orgaan van het revolutionair comité.
Het stadsbestuur van Košice was hier gevestigd tot 1928. Toen verhuisde het naar een nieuw gebouw aan de Hviezdoslavova-straat. Sedertdien en tot 1995 werd het voorste deel van het oud stadhuis (in de Hlavná-straat) ingericht als bibliotheek. Thans gebruikt de stad het voor allerhande doeleinden, onder meer als stedelijk informatiecentrum (MiC).
Het gebouw werd op 16 oktober 1963 geregistreerd als Nationaal cultureel monument van de Slowaakse Republiek.

## Bioscoop Slovan
In 1927 werd de Slovan-bioscoop (thans het « Capitool ») ingericht in de achtervleugel van het gebouw. De ontwerper van het uitbreidingsproject was een bekende architect uit Košice, namelijk : Ľudovít Oelschläger. Ondanks de krappe ruimtelijke situatie voerde Oelschläger zijn opdracht behoorlijk uit, waarbij hij het hele gamma van zijn architectuurkennis gebruikte. De gevel van de bioscoop ter hoogte van de benedenverdieping wordt geaccentueerd door zes conisch uitdijende zuilen met lantaarns in plaats van kapitelen.
Tussen 1997 en 1999 onderging het bioscoopgebouw een grondige renovatie. Thans wordt het gebruikt als bioscoop voor het vertoon van premières, voor filmfestivals, maar ook als theaterzaal of als ruimte voor conferenties, werkcolleges, modeshows en dergelijke.

## Illustraties

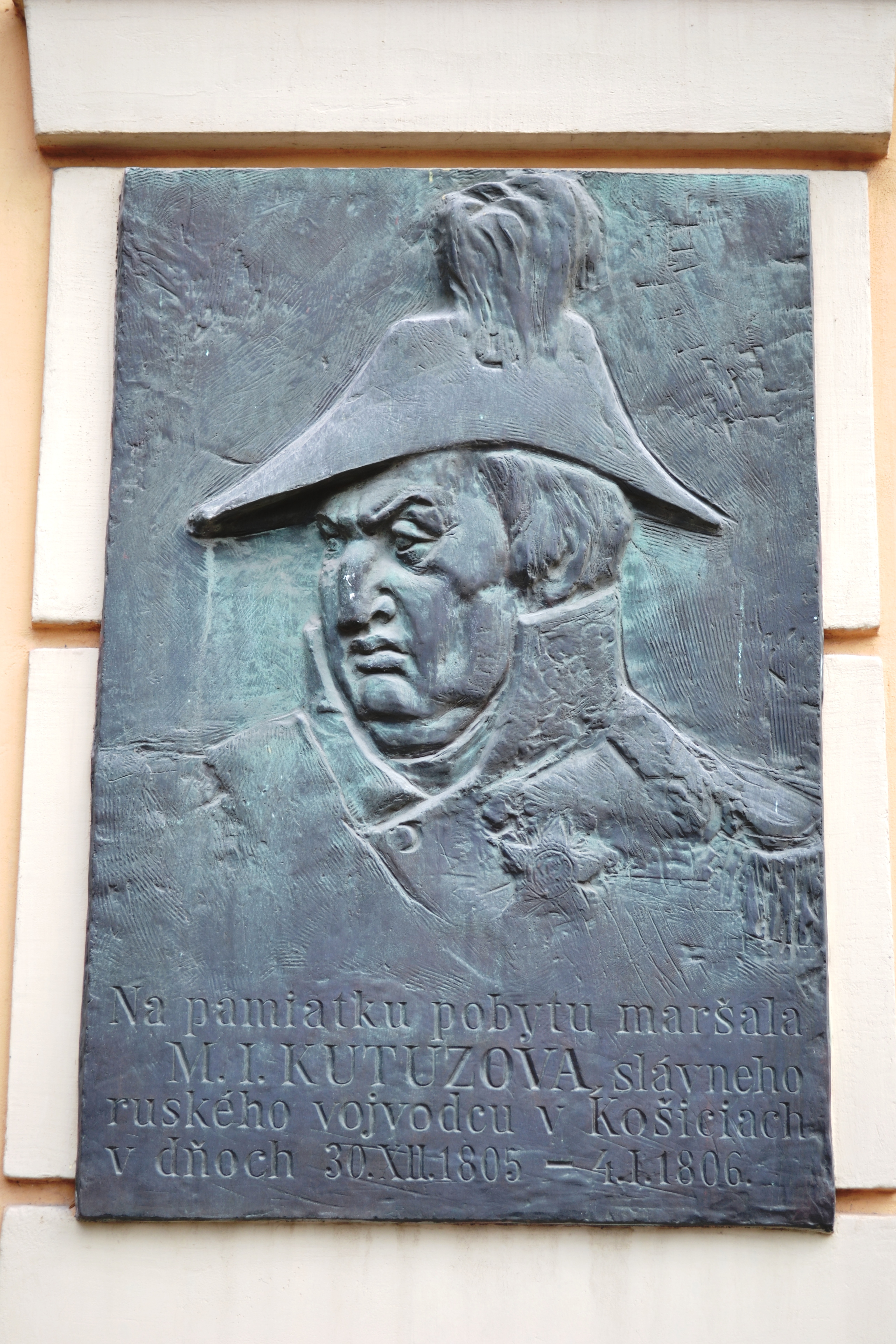
Gedenkplaat: "Ter nagedachtenis aan het verblijf van de beroemde Russische hertog, maarschalk M.I. KUTUZOV,  in Košice, van 30-XII-1805 tot 4-I-1806".
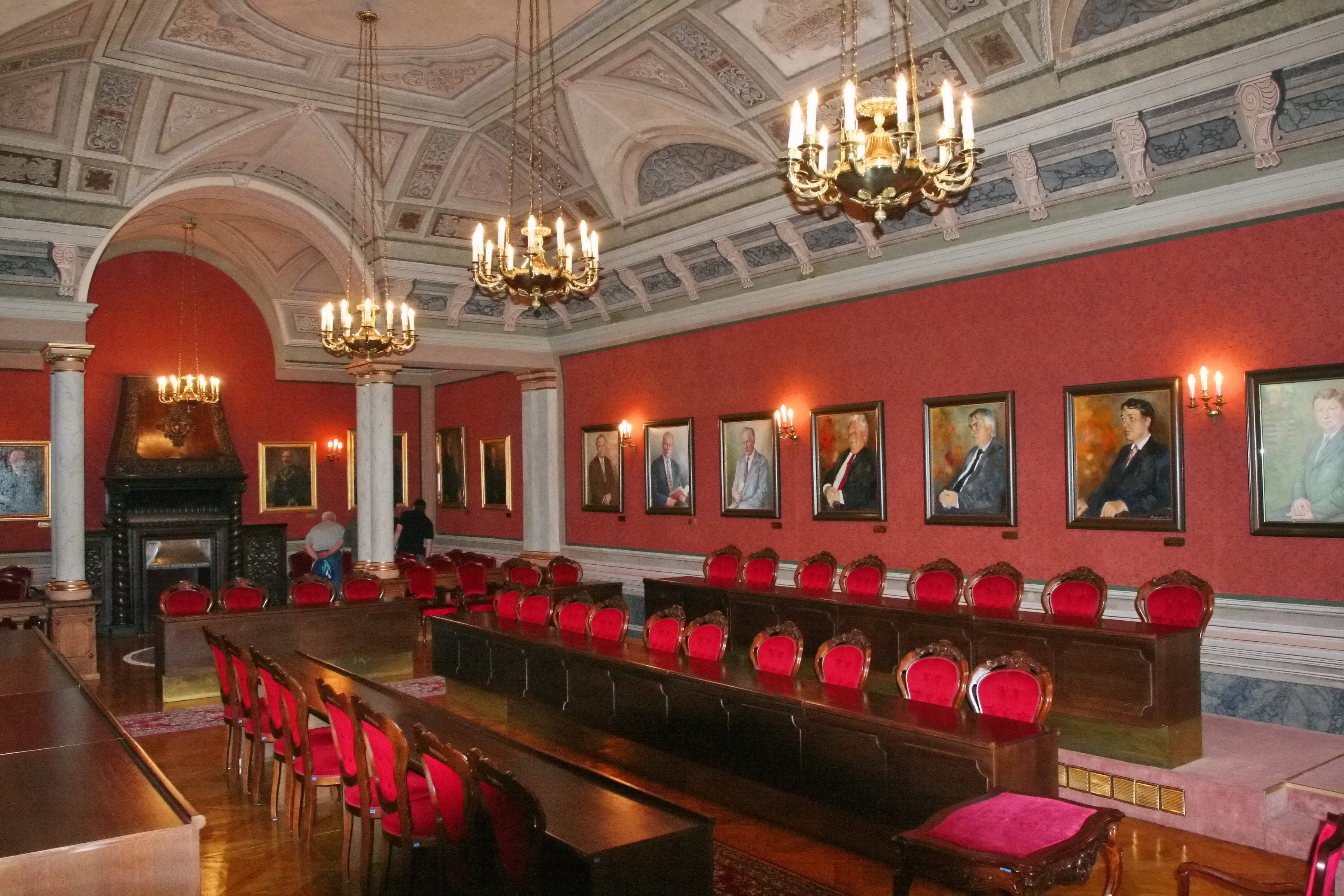
Interieur van het Oud Stadhuis.
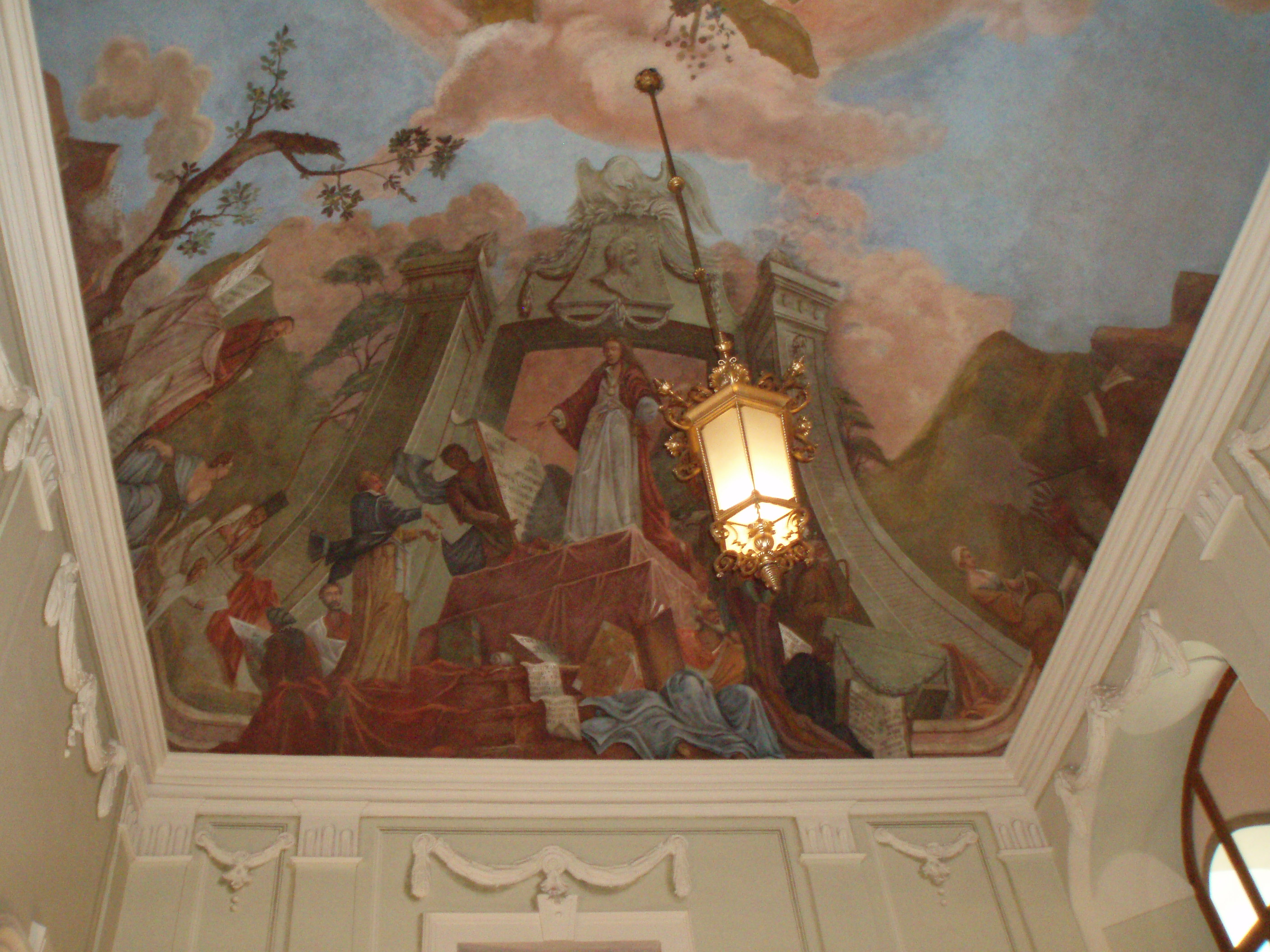
Plafondversiering.
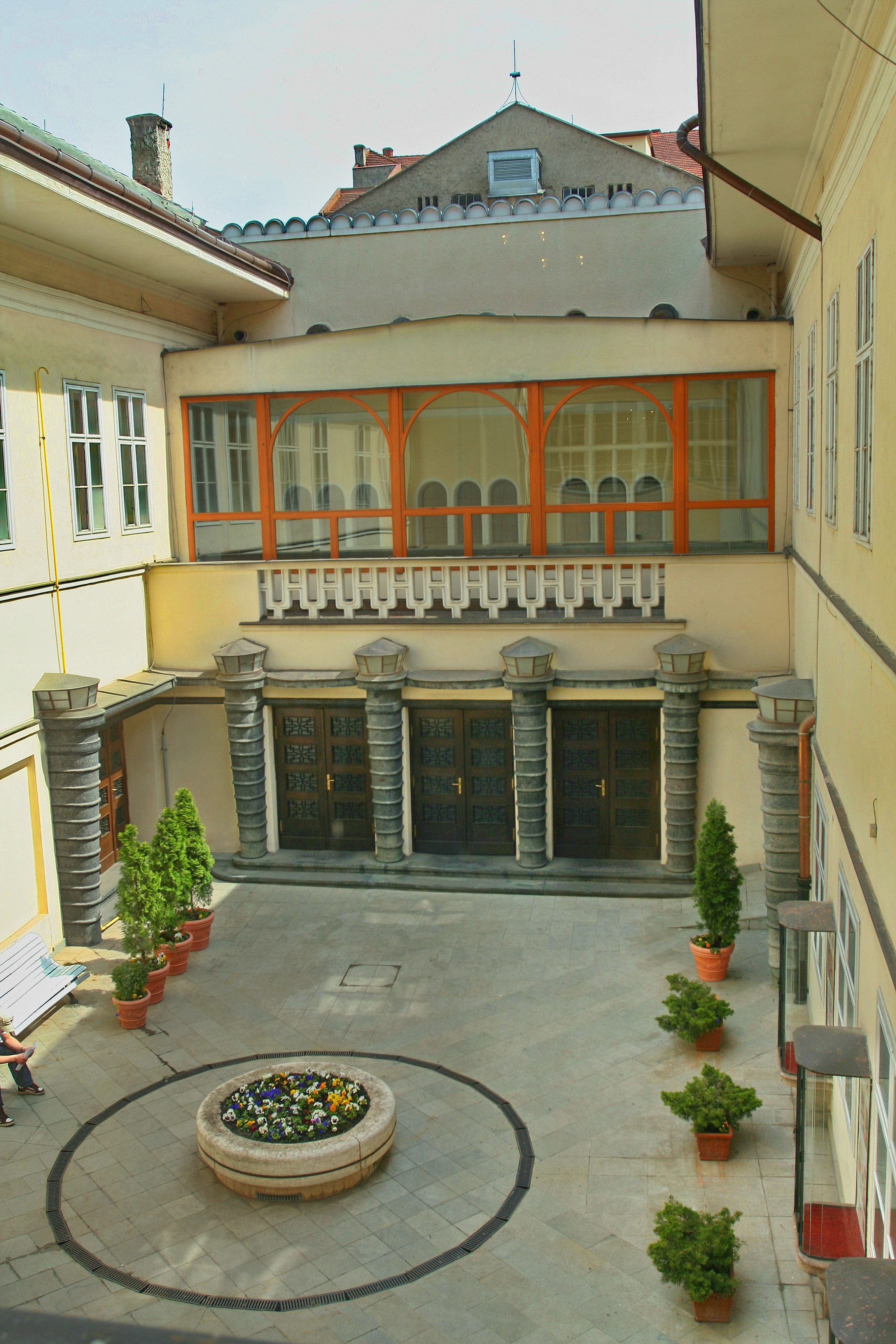
Gevel van de achtervleugel.